# Seznam chráněných území v okrese Považská Bystrica
Toto je seznam chráněných území v okrese Považská Bystrica aktuální k roku 2017, ve kterém jsou uvedena chráněná území v oblasti okresu Považská Bystrica.
| Kód  | Obrázek                       | Typ | Název                   | Rozloha (ha) | Galerie Commons                                                     | Popis území | Souřadnice                            |
| ---- | ----------------------------- | --- | ----------------------- | ------------ | ------------------------------------------------------------------- | ----------- | ------------------------------------- |
| 1161 | Babirátka                     | PP  | Babirátka               | x            | Kategorie „Babirátka“ na Wikimedia Commons                          |             | 49°0′16″ s. š., 18°28′4″ v. d.        |
| 893  | Bosmany                       | PP  | Bosmany                 | 7,3350       | Kategorie „Bosmany“ na Wikimedia Commons                            |             | 49°7′35″ s. š., 18°32′11″ v. d.       |
| 780  |                               | PP  | Briestenské skaly       | 6,8300       |                                                                     |             | 49°0′54″ s. š., 18°29′58″ v. d.       |
| 833  | Klapy                         | PR  | Klapy                   | 6,2200       |                                                                     |             | 49°9′42″ s. š., 18°25′22″ v. d.       |
| 316  | Kostolecká tiesňava           | PR  | Kostolecká tiesňava     | 29,8000      | Kategorie „Kostolecká tiesňava“ na Wikimedia Commons                |             | 49°7′56″ s. š., 18°31′27″ v. d.       |
| 346  | Maninska_tiesnava             | NPR | Manínská tiesňava       | 117,6300     | Kategorie „Manínska tiesňava“ na Wikimedia Commons                  |             | 49°8′23,24″ s. š., 18°30′26,91″ v. d. |
| 841  | Podskalský Roháč z východu    | NPR | Podskalský Roháč        | 105,5700     | Kategorie „Podskalský Roháč“ na Wikimedia Commons                   |             | 49°3′12″ s. š., 18°28′23″ v. d.       |
| 894  | Prečínska skalka (vpravo)     | PP  | Prečínska skalka        | 3,7800       |                                                                     |             | 49°4′35″ s. š., 18°31′38″ v. d.       |
| 1176 | Pružinská Dúpna jaskyňa       | PP  | Pružinská Dúpna jaskyňa | x            | Kategorie „???“ na Wikimedia Commons                                |             | 48°59′59″ s. š., 18°30′10″ v. d.      |
| 432  | Strážov - pohled od Zliechova | NPR | Strážov                 | 480,0100     | Kategorie „Strážov (peak in Strážovské vrchy)“ na Wikimedia Commons |             | 48°57′16″ s. š., 18°27′42″ v. d.      |
| 1211 |                               | CHA | Svarkovica              | 1,3400       |                                                                     |             |                                       |